# التدخل العسكري ضد تنظيم الدولة الإسلامية (داعش)
التدخل العسكري ضد تنظيم الدولة الإسلامية رداً على المكاسب الإقليمية السريعة التي حققها مسلحو داعش خلال النصف الأول من عام 2014، والإدانة الدولية لوحشية الجماعة، وانتهاكات حقوق الإنسان المبلغ عنها والخوف من المزيد من امتدادات الحرب الأهلية السورية، بدأت دول عديدة في التدخل ضد داعش في سوريا والعراق. في وقت لاحق، كانت هناك أيضا تدخلات طفيفة من جانب بعض الدول ضد الجماعات المنتسبة لداعش في نيجيريا و‌ليبيا.
في أواسط يونيو 2014، بدأت إيران، وفقاً للمعلومات الأمريكية والبريطانية، بتحليق طائرات بدون طيار فوق العراق، ووفقاً لما ذكرته رويترز، كان الجنود الإيرانيون في العراق يقاتلون داعش.. وفي الوقت نفسه، أمرت الولايات المتحدة بعدد قليل من القوات في العراق وبدأت تحلق طائرات مأهولة فوق العراق.
منذ أن بدأت الضربات الجوية، فقد داعش أراض في كل من العراق وسوريا.

## السياق الأمريكي
في يوليو 2014، الرئيس الأمريكي باراك أوباما يعلن أنه بعد العنف المتواصل في العراق بسبب صعود تنظيم داعش للساحة، كثفت الولايات المتحدة من قواتها المسلحة في المنطقة.. قرابة 800 جندي أمريكي يستقرون في مقر سفارة الولايات المتحدة في العراق وكذلك في القنصلية العامة في أربيل.

في 4 يوليو، قاذفة قنابل أمريكية قصفت القاعدة العسكرية «أسامة بن لادن» في قرية أقيريشا سوريا.. حوالي 12 من قوة دلتا تكرس مجهوداتها لانقاذ الصحافي المصور جيمس فولي.. القوات الأمريكية تغلق الطريق المؤدي للرقة ولكنها تدخل بسرعة في اشتباك مع قوات التنظيم.. على الأرض نجحت قوات الـ كوموندوس بقتل العديد من المسلحيين، ومن الجهة الأمريكية كان هناك جريح واحد.. تفطنت القوات الأمريكية أن الرهائن ليسوا في هذا المكان فسارعوا بالمغادرة.

في 7 أغسطس 2014، بعد خطاب تلفزيوني أعلن فيه بدأ الضربات الجوية العسكرية الأمريكية، أعلن الرئيس باراك أوباما البدء في حرب ضد تنظيم داعش..
في 8 أغسطس، بدأت القوات الأمريكية أول ضرباتها في العراق لحماية مسؤوليها في أربيل.

## العتاد
الولايات المتحدة الأمريكية 
- 3,000 جندي في العراق
- 2,300 جندي في الكويت
- 7,000 مقاول
- حاملة الطائرات يو إس إس جورج بوش (CVN-77)
- طائرات عسكرية إف-15 إيغل، إف-16 فايتنغ فالكون، إف/إيه-18 هورنت، إف/إيه-18إي/إف سوبر هورنت،
- ماكدونل دوغلاس إيه في-8 بي هارير الثانية، إيه - 10 ثاندر بولت الثانية، بي-1 لانسر، لوكهيد إيه سي-130، إيه جي إم-84 إتش
- إيه جي إم-84 إتش، غرومان إي أ-6 بي، لوكهيد سي-130 هيركوليز، لوكهيد يو-2، آر كيو-170 سنتينال، ماكدونل دوغلاس كيه سي-10 إكستندر، إم كيو-9 ريبر، إم كيو-1 بريداتور، إيه إتش-64 أباتشي، ماكدونل دوغلاس كيه سي-10 إكستندر، بوينغ كيه سي -135

أستراليا 
- 400 طيار عسكري
- 200 جندي في العراق
- 6 طائرات إف/إيه-18إي/إف سوبر هورنت
- طائرة بوينغ 737 (AEW&C)
- طائرة إيرباص إيه 330 إم آر تي تي
- طائرة بوينغ سي-17 غلوب ماستر 3
- طائرة لوكهيد مارتن سي-130 جيه سوبر هركيوليز

بلجيكا 
- 6 طائرات إف-16 فايتنغ فالكون
- 120 جندي دعم في العراق

كندا 
- 700 جندي في العراق
- 6 طائرات إف/إيه-18 هورنت
- طائرة دوغلاس دي سي-3
- طائرة لوكهيد مارتن سي-130 جيه سوبر هركيوليز
- طائرة بوينغ سي-17 غلوب ماستر 3

الدنمارك 
- 250 جندي لدعم في العراق
- 7 طائرات إف-16 فايتنغ فالكون

فرنسا 
- 9 طائرات داسو رافال
- 6 طائرات داسو ميراج 2000
- طائرة بوينغ سي-135 ستراتوليفتر
- طائرة بريغيه اتلانتيك
- الفرقاطة الفرنسية جان بارت (D615)

ألمانيا 
- 40 جندي في العراق

إيطاليا 
- 250 جندي في العراق
- 4 طائرات تورنادو
- 24 عربة مدمرة بي1 سينتاورو
- طائرتان بوينغ كيه سي-767
- طائرة إم كيو-1 بريداتور

هولندا 
- 6 طائرات إف-16 فايتنغ فالكون
- 250 جندي لدعم في العراق
- 130 جندي لتدريب الجنود العراقين في العراق
- دفاع جوي إم آي إم-104 باتريوت

إسبانيا 
- دفاع جوي إم آي إم-104 باتريوت
- 300 جندي لتدريب الجنود العراقين في العراق

بريطانيا 
- 8 طائرات تورنادو
- 4 طائرات إم كيو-9 ريبر
- طائرة بوينغ كيه سي -135
- طائرة إيرباص إيه 330 إم آر تي تي
- المدمرة تي بي 45
- طائرة لوكهيد مارتن سي-130 جيه سوبر هركيوليز
- الغواصة الطرف الأغر
- قوات خاصة «العدد مجهول»

إيران 
- 500 جندي في العراق
- طائرة قدس مهاجر
- 7 طائرات سوخوي سو-25

## التسلسل الزمني

### العمليات العسكرية في العراق

#### التدخل الأمريكي

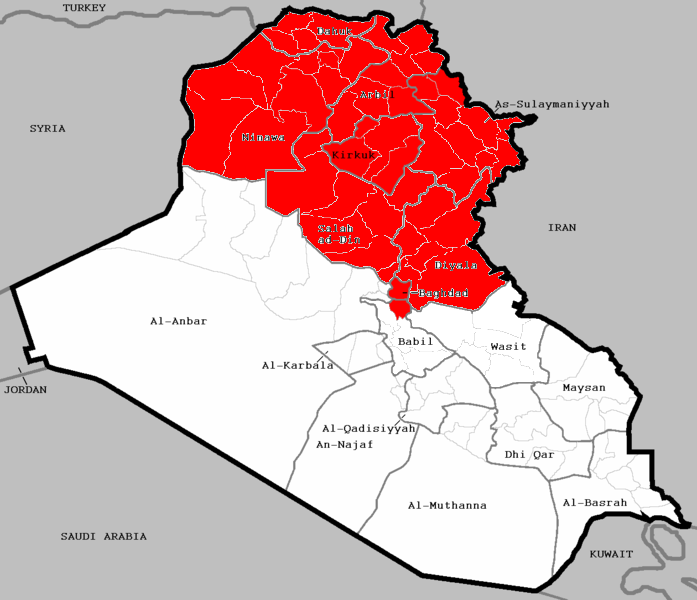
مواقع الضربات الجوية الأمريكية في العراق (بالأحمر).

منذ بداية صيف 2014، قامت القوات الأمريكية برحلات استطلاع باستعمال طائرات بدون طيار وإف/إيه-18 هورنت.

في 7 أغسطس 2014، الرئيس الأمريكي باراك أوباما يتوجه بكلمة للشعب، يصف فيه الاعتداءات العنيفة الموجهة ضد اليزيديين، مجموعة دينية صغيرة في العراق مهددة من قبل التنظيم، ويقرر أنه من الضروري تدخل القوات الأمريكية.. وقال أن هذه العملية تهدف لحماية المواطنين الأمريكيين في المنطقة إضافة إلى الأقلية اليزيدية، إلى جانب وقف تقدم المسلحين إلى أربيل، عاصمة كردستان العراق.. في 8 أغسطس، طائرات إف/إيه-18 هورنت أمريكية تقصف مستودع أسلحة تابع للتنظيم.. أربع طائرات قتال أمريكية تقود قافلة جوية فوق العراق.. مقاتلات أخرى تضرب 8 مواقع قرب أربيل. 

في 9 أغسطس، القوات الأمريكية تدرب أربع مواعق لمسلحين سنيين.. طائرات مقاتلة وطائرات بدون طيار تقصف ناقلة جنود قرب مدينة سانجين في شمال العراق. في 10 أغسطس، القوات العسكرية تضرب بـ5 سلاسل هجومية الدولة الإسلامية مركزة على سيارات قتال.. في نفس الوقت القوات الكردية على الأرض تجدد سيطرتها على منطقتي مهمور وغوير قرب الموصل اللتان كانتا تحت مراقبة تنظيم الدولة الإسلامية. ضربات جوية عراقية على مدينة سنجار توقع 45 قتيلاً وحوالي 60 جاريه من تنظيم الدولة. 

في 13 أغسطس، الجيش الأمريكية يبعث 130 جندي آخر شمال العراق. في نفس اليوم، أكثر من 20 من قوات مشاة البحرية الأمريكية ينزلون بمساعدة في-22 أوسبري في جبل سنجار لاخلاء النازحين اليزيديين، وكان على عين المكان فرقة من القوة الجوية الخاصة البريطانية. في نصف أغسطس تم البدء في إطلاق عدة ضربات من إم كيو-1 بريداتور وإف/إيه-18 هورنت. منذ ذلك الوقت عدة آليات من القوات الجوية الأمريكية والبحرية الأمريكية شاركت في العمليات. 

في 4 أكتوبر 2014، عدة مروحيات إيه إتش-64 أباتشي تابعة للجيش الأمريكية تدخلت في العراق إلى جانب عدة أشخاص من فرقة المشاة الأولى للجيش الأمريكي للتنسيق بين الوحدات الأمريكية المقاتلة في العراق الذين مروا من 1400 إلى 1600 جندي. 

من بداية أغسطس حتى بداية أكتوبر، 2000 غارة جوية أقيمت من قبل التحالف ضربت على العراق، 90% منها من قبل الولايات المتحدة.

#### التدخل الفرنسي
في 19 سبتمبر 2014، أرسلت القوات المسلحة الفرنسية عدة طائرات رافال إلى الموصل، أين قامت الطائرات بعدة ضربات جوية أمر بها الرئيس فرانسوا أولاند الذي أكد أن فرنسا لن ترسل قوات برية على الأرض، ولكن فرنسا ستقف جنباً إلى جنب مع الولايات المتحدة في العراق.. كانت فرنسا ثاني دولة تشارك في الحملة ضد الدولة الإسلامية.. أرسلت فرنسا كذلك قوات خاصة إلى كردستان العراق لتدريب القوات الكردستانية على استعمال السلاح الذي أرسلته فرنسا كدعم للقوات الموجودة على الأرض. 

تقلع الطائرات الفرنسية من قواعدها في الإمارات العربية المتحدة.
أطلقت وزارة الدفاع الفرنسية اسم عملية الشمال على ضرباتها الجوية في العراق، وكانت أولى الضربات التي أقيمت في 19 سبتمبر قد أسفرت عن تدمير كامل لمستودع تسليح ومعسكر تدريبي وقتل 22 مسلح. 

تدخل فرنسا في العراق قوامه فرقة خاصة و6 طائرات رافال وطائرة بريغيه اتلانتيك وطائرة سي-135.. أولى الضربات الجوية أقيمت باستعمال طائرتي رافال وطائرة بريغيه أتلانتيك.. في 25 سبتمبر، طائرات أخرى دمرت 4 حضائر قرب الفلوجة.. في 1 أكتوبر عززت فرنسا أسطولها بإرسال 3 طائرات رافال إضافية وفرقاطة بحرية مضادة للطائرات وهي جان بار. 

في 19 أكتوبر 2014، طائرتي رافال فرنسية دمرت قافلتين تابعتين للدولة الإسلامية بالكامل بعد ضربهم بـ3 قنابل موجهة بالليزر جي بي يو-12. 

في 21 أكتوبر 2014، بالتعاون مع القوات العراقية، دمرت الطائرات الفرنسية سيارة 4X4 مسلحة من نوع هامفي وذلك بقنبلة موجهة بالليزر جي بي يو-12. 

في 23 أكتوبر 2014، مجموعة من الطائرات الفرنسية وبعد تلقي معلومات من التحالف، دمرت مركز للتدريب وتصنيع القنابل اليدوية وتجهيز المجاهدين قرب الحويجة بـ12 قنبلة إيه إيه إس إم. 

في 24 أكتوبر 2014، كثفت فرنسا والتحالف من طلاعاتها وهجماتها، أي هاجمت قرب الموصل طائرتي رافال مركز تنظيم تابع للدولة الإسلامية بـ4 قنابل إيه إيه إس إم.

#### التدخل الأسترالي
أستراليا من جهتها أرسلت 8 طائرات إف/إيه-18إي/إف سوبر هورنت، وطائرة لتزويد الطائرات بالوقود جواً من نوع إيرباص إيه 330 إم آر تي تي، وطائرة إنذار مبكر وتحكم من نوع بوينغ 737 (AEW&C) إلى الإمارات العربية المتحدة، ليصل العدد إلى 400 جندي من القوات الجوية الملكية الأسترالية و 200 عضو من القوات الخاصة التي يمكنها التدخل في العراق حسب خطاب 3 سبتمبر 2014.

#### التدخل البلجيكي
في 24 سبتمبر 2014، وزير الدفاع البلجيكي بيتر دو كرام يعلن عن نشر 6 طائرات إف-16 فايتنغ فالكون من سلاح الجو التابع للقوات المسلحة البلجيكية. إذا يتكون الفريق من 120 جندي موجودون في قاعدة الأزرق الجوية في الأردن. أول مهمة استطلاع كانت في 1 أكتوبر،  وأول عملية قصف كانت في 5 أكتوبر 2014.

#### التدخل الكندي
كندا تدخل رسميا في حرب في العراق بعد 6 أشهر من إجلاء جنودها من أفغانستان بعد وجود ظل لأكثر من 10 سنوات في إطار مهمة عسكرية.

#### التدخل الهولندي
القوات الجوية الملكية الهولندية من جهتها أرسلت 6 طائرات إف-16 فايتنغ فالكون موجودة هي الأخرى في قاعدة الأزرق الجوية في الأردن.. أولى ضرباتها الجوية كانت في 7 أكتوبر 2014.

### العمليات العسكرية في سوريا
- 23 أيلول / سبتمبر 2014: المتحدث باسم وزارة الدفاع الأمريكية (البنتاغون) يؤكد قيام القوات الأمريكية بالتعاون مع دول آخرى باستخدام المقاتلات الحربية وراجمات الصواريخ وصواريخ توماهوك في هجوم ضد داعش على الأراضي السورية.. كما نقل عن مسؤولين آخرين مشاركة كل من السعودية والإمارات والأردن والبحرين والمغرب[26] في الهجوم.[27]

## الأسرى المعدمين من قبل التنظيم وحلفائه
- جيمس فولي: صحفي أمريكي، أعدم بقطع رأسه من قبل تنظيم داعش.[28]
- ستيفن سوتلوف: صحفي أمريكي-إسرائيلي، أعدم بقطع رأسه من قبل تنظيم الدولة الإسلامية.[29]
- دافيد هاينز: عامل إنساني بريطاني، أعدم بقطع رأسه من قبل تنظيم الدولة الإسلامية.[30]
- هرفي غوردال: متسلق جبال فرنسي، أعدم بقطع رأسه من قبل تنظيم جند الخلافة في أرض الجزائر الذي أعلن ولائه لتنظيم الدولة الإسلامية في الجزائر.[31]
- ألان هينينغ: عامل إنساني بريطاني، أعدم بقطع رأسه من قبل تنظيم الدولة الإسلامية.[32]
- معاذ الكساسبة: طيار أردني أعدم حرقا من قبل التنظيم.[33]

### اعدام الرهائن المصريين في ليبيا
اظهر تسجيل مصور الأحد 15 فبراير 2015 مقاتلي التنظيم يعدمون 21 مسيحياً مصرياً ذبحاً في ليبيا.

## المواقف الدولية وردود الأفعال
- الحكومة السورية: رحبت الحكومة السورية بأي جهود دولية لمحاربة الإرهاب بما في ذلك الضربات الأمريكية والدولية على الأرضي السورية، كما أعلنت بأن الولايات المتحدة أبلغتها بالعمليات العسكرية التي سيقوم بها التحالف على أراضيها ولكن الولايات المتحدة نفت أي تنسيق مسبق مع الحكومة السورية بخصوص العمليات العسكرية ضد «داعش».
- الائتلاف الوطني لقوى الثورة والمعارضة السورية: رحب الائتلاف بالعمليات العسكرية الدولية واعتبر هذه العمليات كدعم له لتركيز جهوده في مواجهة النظام السوري.
- روسيا: استنكرت روسيا العمليات العسكرية على الأرضي السورية واعتبرت هذه العمليات انتهاكا للسيادة السورية على اعتبار أنها تمت خارج نطاق مجلس الأمن والشرعية الدولية.
- إيران: انتقدت إيران العمليات العسكرية على الأراضي السورية على لسان الرئيس الإيراني حسن روحاني حيث وصف هذه العمليات بغير الشرعية.
- مصر الضربة الجوية المصرية رداً على قتل 21 مصرياً قبطياً فجر يوم 16 فبراير 2015م، حيث أسفرت عن مقتل 50 عنصراً من «داعش» بينهم 7 قيادات، إضافة إلى تدمير مقر المحكمة الشرعية في درنة وتصفية عدة أوكار ومخازن للأسلحة والذخيرة للتنظيم الإرهابي.